# Sugözü, Yumurtalık
Sugözü là một xã thuộc huyện Yumurtalık, tỉnh Adana, Thổ Nhĩ Kỳ. Dân số thời điểm năm 2009 là 947 người.